# 白花梅花草
白花梅花草（学名：Parnassia scaposa），为卫矛科梅花草属下的一个植物种。